# إليشا غريغوري
إليشا غريغوري (1821-1891) صحفي وناقد أدبي روسي.